# Bohaté Málkovice
Obec Bohaté Málkovice (původně Německé Málkovice, německy Deutsch Malkowitz) se nachází v okrese Vyškov v Jihomoravském kraji. Žije zde 239 obyvatel.

## Název
Název vesnice byl přenesen původní pojmenování jejích obyvatel Malkovici, které bylo odvozeno od osobního jména Malek a znamenalo "Malkovi lidé". Délka samohlásky v první slabice je druhotná. Od 16. století byly připojovány přívlastky Německé (německy Deutch) a Bohaté (německy Reich) na odlišení od nepříliš vzdálených Moravských Málkovic.

## Historie

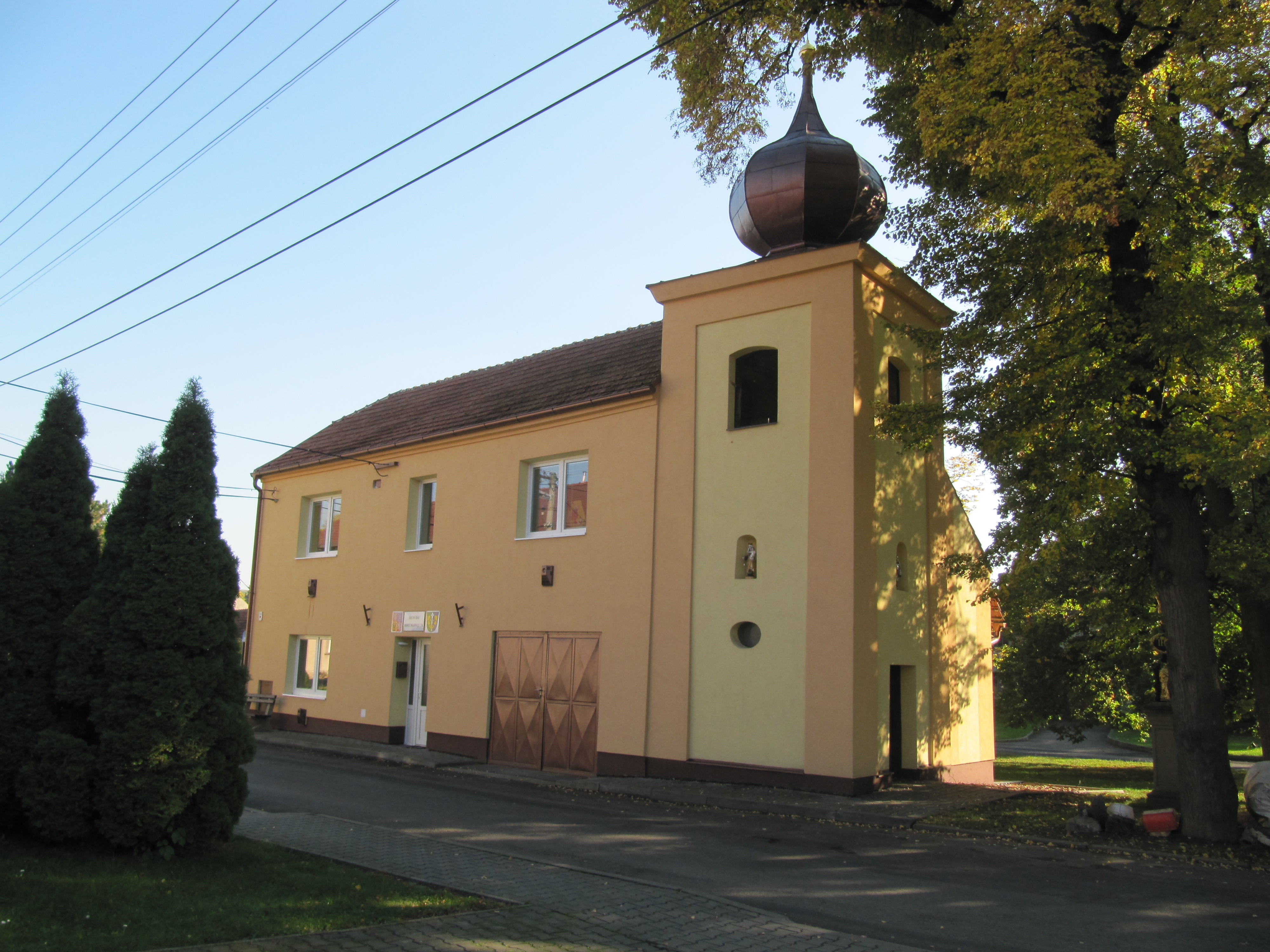
Kaple a obecní úřad

První písemná zmínka o obci pochází z roku 1349.

## Obyvatelstvo

### Struktura
V obci k počátku roku 2016 žilo celkem 263 obyvatel. Z nich bylo 124 mužů a 139 žen. Průměrný věk obyvatel města dosahoval 41,1 let. Dle Sčítání lidu, domů a bytů, provedeného v roce 2011, žilo v obci 251 lidí. Nejvíce z nich bylo (16,7 %) obyvatel ve věku od 50 do 59 let. Děti do 14 let věku tvořily 13,1 % obyvatel a senioři nad 70 let úhrnem 8,4 %. Z celkem 218 občanů města starších 15 let mělo vzdělání 39,4 % střední vč. vyučení (bez maturity). Počet vysokoškoláků dosahoval 4,6 % a bez vzdělání bylo naopak 0 % obyvatel. Z cenzu dále vyplývá, že ve městě žilo 126 ekonomicky aktivních občanů. Celkem 84,9 % z nich se řadilo mezi zaměstnané, z nichž 74,6 % patřilo mezi zaměstnance, 0 % k zaměstnavatelům a zbytek pracoval na vlastní účet. Oproti tomu celých 49,8 % občanů nebylo ekonomicky aktivní (to jsou například nepracující důchodci či žáci, studenti nebo učni) a zbytek svou ekonomickou aktivitu uvést nechtěl. Úhrnem 110 obyvatel obce (což je 43,8 %), se hlásilo k české národnosti. Dále 74 obyvatel bylo Moravanů a 5 Slováků. Celých 112 obyvatel města však svou národnost neuvedlo.
Vývoj počtu obyvatel za celou obec i za jeho jednotlivé části uvádí tabulka níže, ve které se zobrazuje i příslušnost jednotlivých částí k obci či následné odtržení.
| Místní části   | Místní části          | 1791 | 1834 | 1869 | 1880 | 1890 | 1900 | 1910 | 1921 | 1930 | 1950 | 1961 | 1970 | 1980 | 1991 | 2001 | 2011 |
| -------------- | --------------------- | ---- | ---- | ---- | ---- | ---- | ---- | ---- | ---- | ---- | ---- | ---- | ---- | ---- | ---- | ---- | ---- |
| Počet obyvatel | část Bohaté Málkovice | 275  | 354  | 290  | 376  | 389  | 412  | 446  | 493  | 475  | 379  | 377  | 371  | 301  | 263  | 249  | 251  |
| Počet domů     | část Bohaté Málkovice | 45   | 55   | 56   | 59   | 62   | 66   | 76   | 79   | 94   | 97   | 96   | 90   | 91   | 92   | 96   | 98   |

### Náboženský život
Obec je sídlem římskokatolické farnosti Bohdalice. Ta je součástí slavkovského děkanství – Brněnské diecéze v Moravské provincii. Při censu prováděném v roce 2011 se 72 obyvatel obce (29 %) označilo za věřící. Z tohoto počtu se 59 hlásilo k církvi či náboženské obci, a sice 54 obyvatel k římskokatolické církvi (22 % ze všech obyvatel obce). Úhrnem 67 obyvatel se označilo bez náboženské víry a 112 lidí odmítlo na otázku své náboženské víry odpovědět.

## Pamětihodnosti
- Boží muka, na kopci
- Zvonice na návsi